# 広瀬佳司 (英文学者)
広瀬 佳司（ひろせ よしじ、1954年7月5日 - ）は、日本の英米文学者、ノートルダム清心女子大学教授。

## 略歴
栃木県生まれ。関西大学文学部英文科卒、ワシントン大学大学院比較文学修士課程修了、オックスフォード大学大学院ユダヤ学修士、ウェールズ大学院米文学博士課程中退、2000年「イディッシュ語の象徴的意味 :シンガー兄弟、バーナード・マラマッド、シンシア・オジックの研究」で関西大学博士（文学）。高野山大学講師、ノートルダム清心女子大学助教授、教授。1991年「「雪片曲線」への冒険」で関西文学賞受賞。

## 著書
- 『ジョージ・エリオット 悲劇的女性像』（千城） 1989
- 『アウトサイダーを求めて I・B・シンガーの世界』（旺史社） 1991
- 『ユダヤ文学の巨匠たち シュレミールの批評精神』（関西書院） 1993
- The Symbolic Meaning of Yiddish : a Study of the Brothers Singer,Bernard Malamud and Cynthia Ozick 大阪教育図書、2002
- Shadows of Yiddish on Modern Jewish American Writers : Isaac Bashevis Singer, Henry Roth, Saul Bellow, Chaim Potok, Elie Wiesel, Philip Roth, Cynthia Ozack, and Steve Stern 大阪教育図書、2005
- Yiddish Tradition and Innovation in Modern Jewish American Writers　大阪教育図書、2011

### 共編著
- 『ホロコーストとユダヤ系文学』（日本マラマッド協会編著、君塚淳一, 佐川和茂共編、大阪教育図書） 2000
- 『越境・周縁・ディアスポラ 三つのアメリカ文学』（松本昇, 吉田美津, 桧原美恵, 吉岡志津世共編、南雲堂フェニックス） 2005
- 『ユダヤ系文学の歴史と現在 女性作家、男性作家の視点から』（佐川和茂, 坂野明子共編著、大阪教育図書） 2009
- 『笑いとユーモアのユダヤ文学』（佐川和茂, 大場昌子共編著、南雲堂） 2012

## 翻訳
- 『わが父アイザック・B.シンガー』（イスラエル・ザミラ、旺史社） 1999
- 『ヴィリー』（イズラエル・ジョシュア・シンガー、大阪教育図書） 2007

## 参考
- J-GLOBAL
- ノートルダム清心女子大学
- 『現代日本人名録』